# مشير الجيوش الأمريكية
```
جنرال جيوش الولايات المتحدة
، أو يشار إليه عمومًا باسم 
جنرال الجيوش
 (يُشار إليه اختصارًا باسم 
GAS
)، هو أعلى رتبة ممكنة في 
جيش الولايات المتحدة
. 
[
1
]
 تعادل رتبة 
جنرال ذي الستة نجوم
، وهي واحدة من أعلى رتبتين عسكريتين ممكنتين في 
القوات المسلحة للولايات المتحدة
. 
```

تم الاحتفاظ بالرتبة مرتين فقط في التاريخ - من قبل ضابط في الخدمة الفعلية ( جون ج. بيرشينج )، وترقية -بعد وفاته - جورج واشنطن في عام 1976. رتبة جنرال الجيوش تعادل أميرال البحرية وكبار قادة الجيش وجنرال القوات الجوية وأدميرال الأسطول. 

### الحرب الأهلية الأمريكية

شارات عصر الحرب الأهلية لـ "جنرال جيش الولايات المتحدة"

### الحرب العالمية الأولى

شعار جون بيرشنج الذهبي

## التاريخ

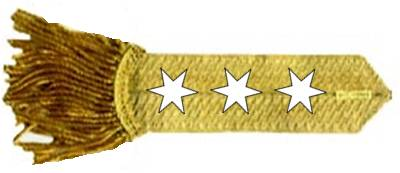
شارة جورج واشنطن في رتبة "القائد العام للقوات المسلحة"

### الحرب العالمية الثانية
في 14 كانون الأول (ديسمبر) 1944، أنشأ جيش الولايات المتحدة رتبة من فئة الخمس نجوم وأطلق على هذه الرتبة الجديدة «جنرال الجيش»، وهو لقب لم يستخدم منذ الثمانينيات من القرن التاسع عشر بعد الحرب الأهلية. 

شارة لستة نجوم

## جنرال الجيوش

### جون بيرشينج

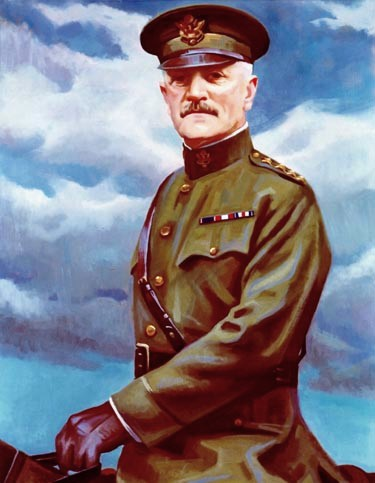
صور الجنرال جون بيرشينج بأربع نجوم ذهبية على كتافته

كان جون ج. بيرشينج هو الشخص الوحيد في التاريخ الذي يحمل رتبة جنرال الجيوش أثناء الخدمة الفعلية. في عام 1919، لتكريم خدمته في الحرب العالمية الأولى، أجاز الكونغرس ترقية بيرشينج إلى رتبة «جنرال جيوش الولايات المتحدة» وسمح له بتصميم شاراته الخاصة.  في 3 سبتمبر 1919، قام الرئيس وودرو ويلسون، وفقًا للقانون العام 66-45، بترقية بيرشينج إلى نفس الرتبة. كان المقصود في المقام الأول الاعتراف بأداء بيرشينج كقائد لقوات المشاة الأمريكية. 
|  | جنرال جيوش الولايات المتحدة |

### جورج واشنطن

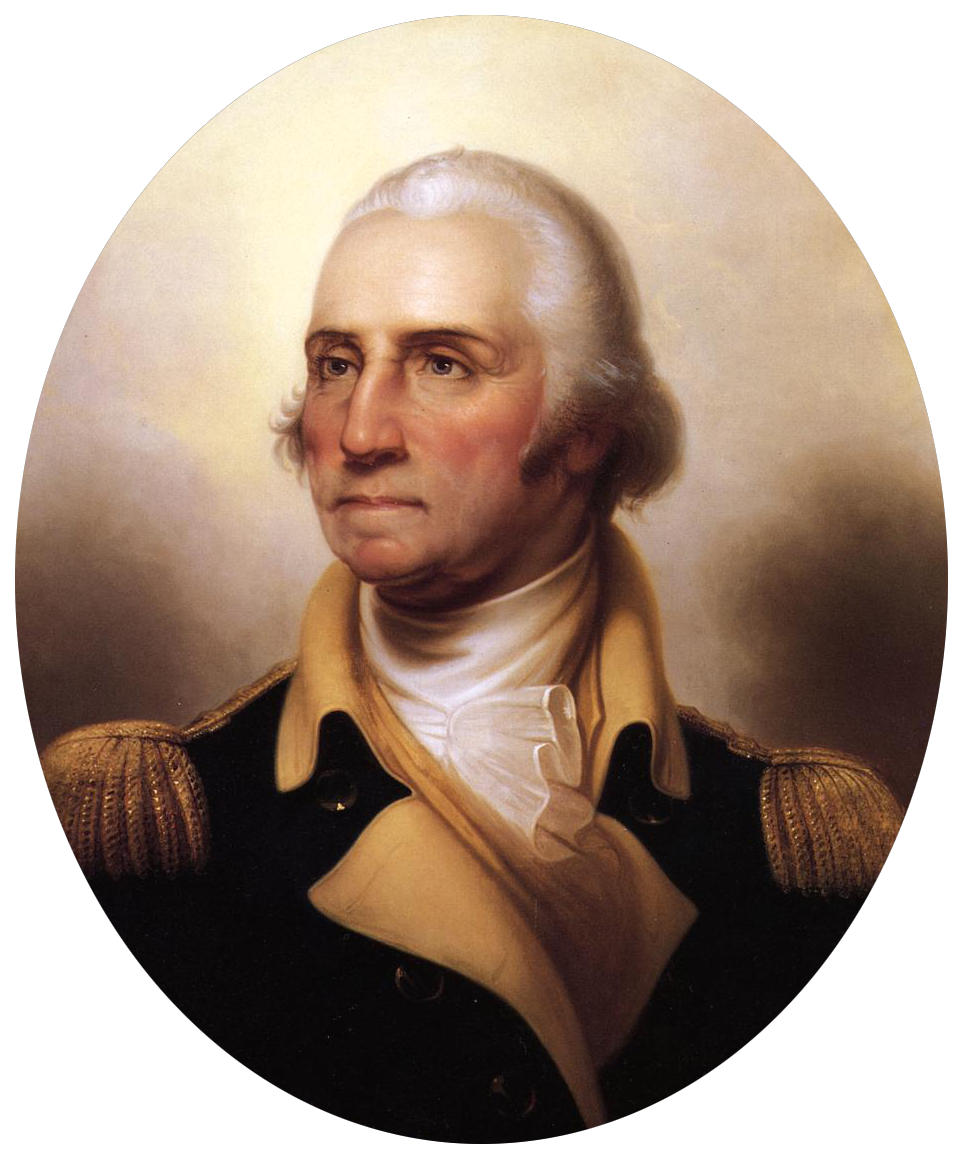
كان جورج واشنطن أول شخص تم تصنيفه في رتبة جنرال الجيوش في عام 1799. تمت ترقيته بعد وفاته عام 1976 ، بعد 177 عامًا من وفاته.

كجزء من الاحتفالات بالذكرى المئوية الثانية للولايات المتحدة، تم تقديم اقتراح في الكونغرس لإحياء ذكرى القيادة والأهمية التاريخية لجورج واشنطن من خلال تعيينه في رتبة جنرال في جيوش الولايات المتحدة.   تم تعيين واشنطن وشغل منصب «القائد العام للقوات المسلحة لجيش [الولايات المتحدة]».   

## معرض صور
